# Marie-Emmanuelle Bayon Louis

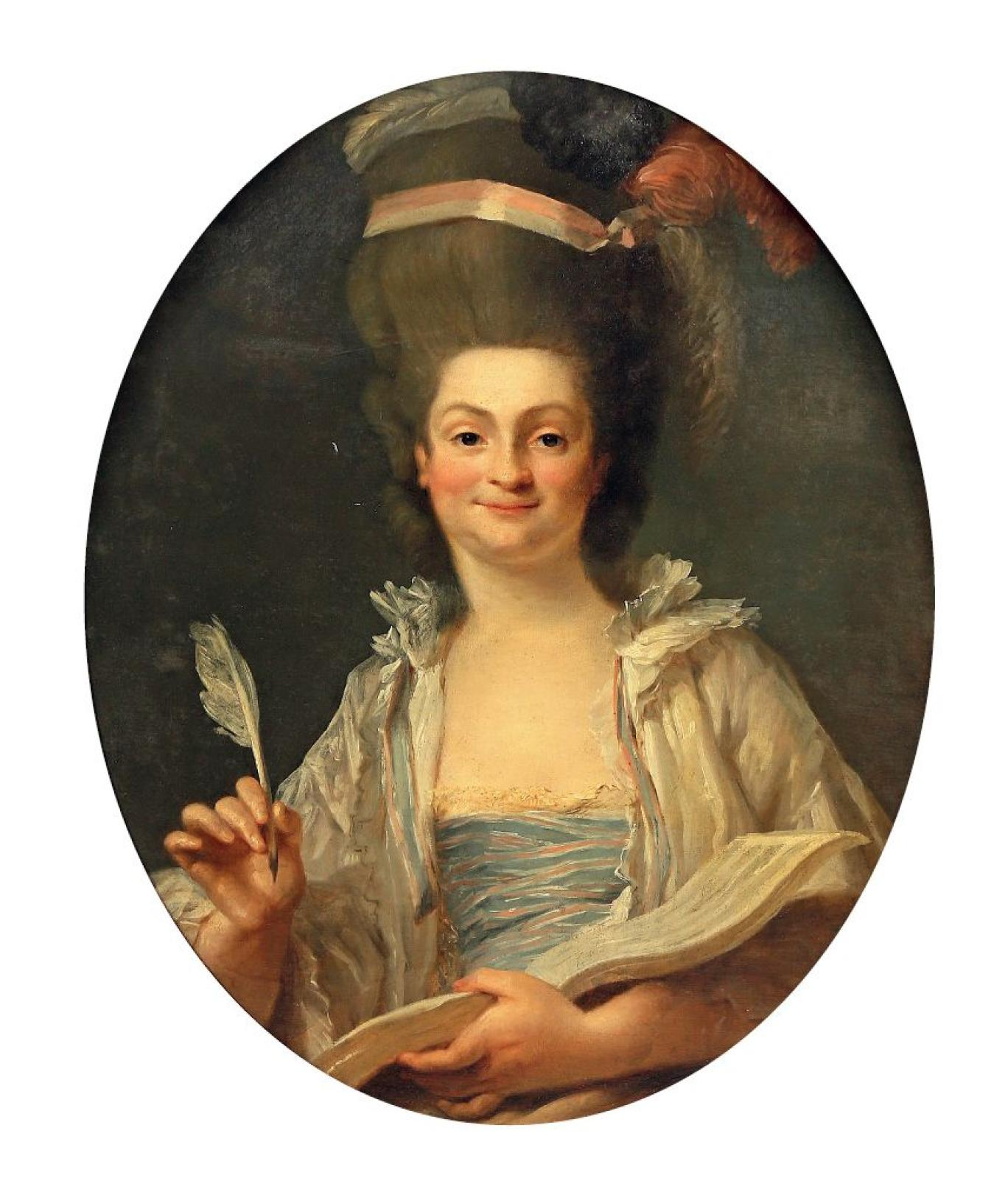
Marie-Emmanuelle Bayon Louis, ca. 1777

Marie-Emmanuelle Bayon Louis (* 1746 in Marcei (Departement Orne); † 29. März 1825 Aubevoye (Departement Eure)) war eine französische Komponistin, Pianistin und Salonnière.

## Leben und Wirken
Ihre musikalischen Hauptwerke stellen eine Reihe von sechs Sonaten für Cembalo oder Hammerklavier dar.
Am 20. Juni 1770 heiratete sie den Architekten Victor Louis (1731–1800), der eine Biographie über seine Ehefrau schrieb. Aus der Ehe ging ein Kind hervor; Marie-Hélène-Victoire Louis, sie starb 1848. Sie pflegte zudem eine enge Freundschaft zu Denis Diderot und dessen Tochter, Marie-Angélique Vandeul, welche von Bayon Unterricht auf dem Cembalo erhielt.
Im August 1776 gelangte ihre zweiaktige Oper Fleur d'Épine mit einem Libretto von Claude-Henri de Voisenon im Théâtre-Italien zur Uraufführung.
Nach dem Tod ihres Mannes wurde sie im Almanach des Spectacles für 1801 erwähnt, was auf eine weitere musikalische Tätigkeit in Paris schließen lässt. Sie starb 1825 in Aubevoye.

## Werke (Auswahl)
- Six sonates pour le Clavecin ou le piano forte dont trois avec accompagnement de violon obligé. Op. 1, Paris 1769

- Fleur d'Épine, Opéra-comique, 2 Akte, Paris 1776

- Bearbeitungen für Tasteninstrumente aus der Oper Fleur d’Épine.